# Hafelekarspitze
Hafelekarspitze és una muntanya de 2.334 msnm a la serra Nordkette, al nord d'Innsbruck (Tirol, Àustria).

## Localització
A l'oest del cim hi ha l'estació Hafelekar, la segona del telefèric Nordkettebahn, a una altitud de 2.269 m. Des d'allà es pot arribar fàcilment al cim de hafelekarspitze en pocs minuts per un camí pavimentat.
No gaire lluny hi ha també l'estació de mesures Hafelekar, un observatori de radiació còsmica de la Universitat d'Innsbruck, l'única del seu tipus a Àustria.

## Rutes
A l'estiu, Hafelekarspitze és un punt de partida d'excursions de muntanya, per exemple pel Goetheweg fins a Gleirschspitze, Mandlspitze, Gleirschtaler Brandjoch o Rumer Spitze. A l'extrem oriental del Goetheweg hi ha el refugi Pfeishütte, situat al nord de Rumer Spitze, que serveix de base per a la llarga ruta per Bande-Steig fins a Lafatscher Joch (2.081 msnm) i el refugi Hallerangerhaus. A l'oest queda la via ferrata d'Innsbruck.
A l'hivern, s'utilitza com a pista d'esquí no marcada ni preparada fins a Seegrube (1.905 msnm), el centre de la zona d'esquí de Nordkette.